# پل پورکازی
پُـل پورکازی (ایتالیایی: Paul Porcasi؛ ‏ ۱ ژانویهٔ ۱۸۷۹ – ۸ اوت ۱۹۴۶) بازیگر اهل ایتالیا بود.
از فیلم‌هایی که وی در آن نقش داشته‌است، می‌توان به تارزان و معشوقه‌اش، کازابلانکا، کینگ کونگ، تقلید زندگی، هیچ‌چیز بجز دردسر، جشن فوتلایت، مراکش، طلاق خوش، پرواز به ریو، وداع با اسلحه، نور شمع، کبرا، گوندولای برادوی آقای دیدز به شهر می‌رود، هفتمین بهشت، خوارز، مدرسه جنایت و رز ماری اشاره کرد.